# Вера Коларова
Вяра Василева Коларова е българска архитектка, специалистка по реставрация на архитектурното наследство.

## Биография
Вера Коларова е родена на 11 юли 1931 г. в Разград. Завършва средно образование в Разград, дипломира се през 1954 година в Архитектурния факултет на Държавна политехника в София, сега УАСГ. Омъжена е за Джовани Димитров, майка на Васил Д. Д.

### В Пловдивския археологически музей
Започва работа в Пловдивския археологически музей от 1955 г. до съосноваването с арх. Петър Дикиджиев на проектантска група на място в Пловдив на Института за паметниците на културата (ИПК, впоследствие НИПК) десетина години по-късно, с групов ръководител арх. Младен Панчев (проф. д-р сега, , автор на първия и последен градоустройствен план на Стария Пловдив), а и с други софийски специалисти.
Заедно с археоложката Лилия Ботушарова  става инициатор и дългогодишен сътрудник за дълбоките археологически разкопки в склона на Таксим Тепе за разкриване и оформление на Античния театър под улица „Цар Ивайло“ (стъпалата от Света Марина към къщата на арх. Стефан Джаков с куличката).

### В Националния институт за паметниците на културата
Другите задачи на арх. Коларова са отново повечето археологически: Форума, Одеона и Стадиона  на античния Филипопол в центъра на Пловдив, както и акведукта в Коматево; крепостния комплекс с водохранилището на Небет тепе в северния край на Трихълмието над Марица, както и многото сектори от крепостната фортификация околовръст.
Освен в Пловдив е работила и по Западната порта на Августа Траяна, по Асеновата крепост, костницата на Бачковския манастир и в археологическия резерват в Хисаря с арх. Никола Мушанов и арх. Златка Кирова, средновековната крепост Цепина при с. Дорково, църквата „Св. Димитър“ в Паталеница с арх. Дикиджиев.
Възрожденски сгради в Стария Пловдив, реставрирани от арх. Вера Коларова, са: Чомаковата къща, къща Клианти и Зеленото училище.

## Признание
Приносът на арх. Коларова към теорията и практиката по паметниците на културата и като ръководител на комплексно проектантско ателие, заместник-директор на филиал „Тракия“, качествен технически контрол (КТК) на НИПК и активен общественик, са високо оценени.
Тя получава звание „Заслужил архитект“.
Дългогодишен член на ICOMOS – Международния съвет за паметниците на културата и забележителните места.
През 2008 г. проектът „Консервация на паметници на културата в Резервата „Старинен Пловдив““, в който В. Коларова проектира консервацията на къщата на Клианти, е награден с награда „АрхИдея`2008 .